# Berkane

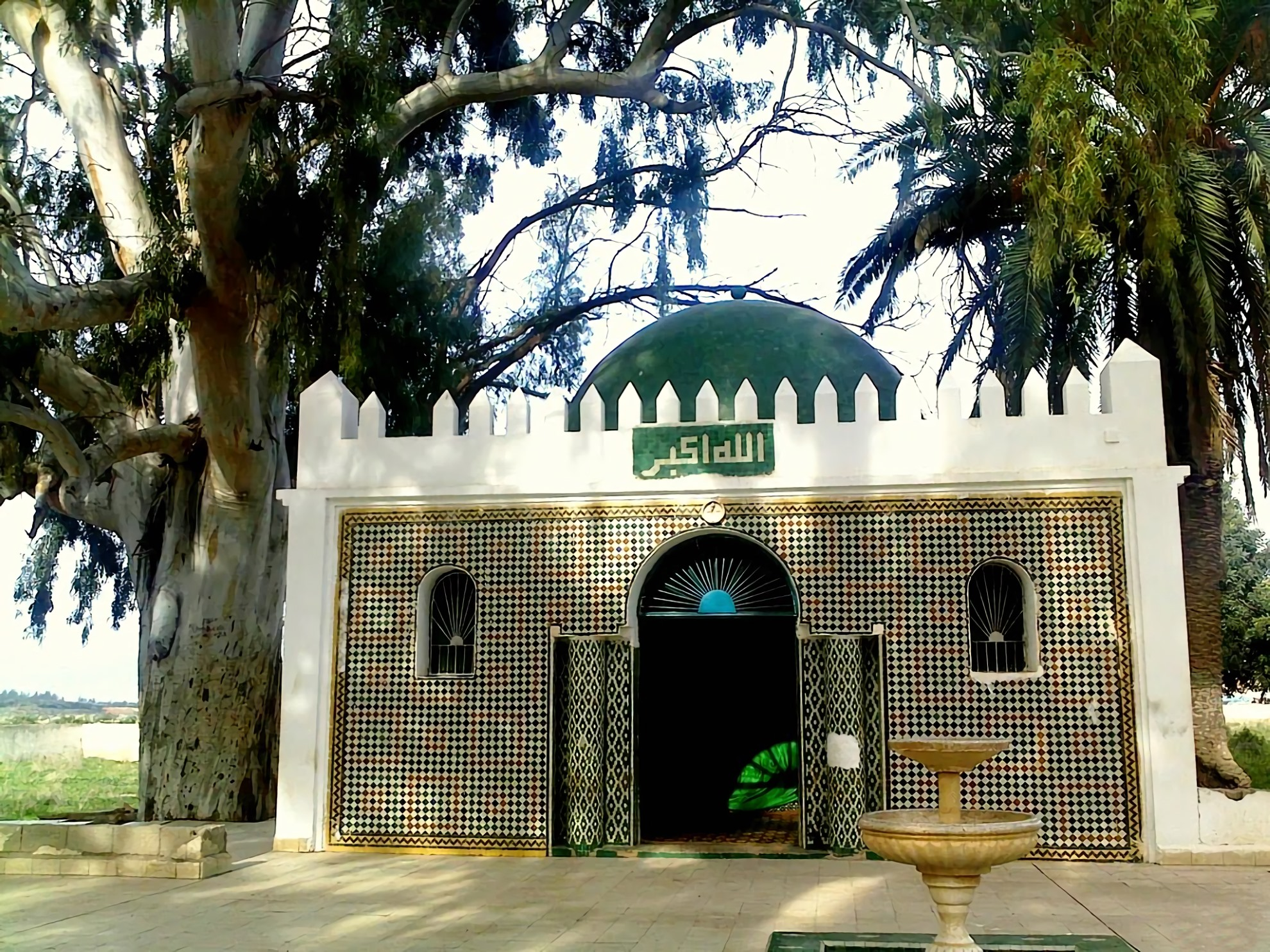
Mausoleum von Sidi Ahmad Aberkane

Berkane (marokkanisches Tamazight ⴰⴱⵔⴽⴰⵏ Aberkan, deutsch ‚„Schwarz“‘, arabisch بركان) ist eine etwa 100.000 Einwohner (2024) zählende Stadt in der Provinz gleichen Namens in der Region Oriental im Nordosten Marokkos. Die Stadt verdankt ihren Namen dem Heiligen Sidi Ahmad Aberkane, der im Jahr 868 nach dem islamischen Kalender starb.

## Lage und Klima
Berkane befindet sich am Übergang von der Küstenebene (thrifa) des etwa 30 km entfernten Mittelmeeres zum Gebirgszug des Tellatlas (Kleiner Atlas) und liegt am meist ausgetrockneten Oued Cherráa etwa 60 km (Fahrtstrecke) nordwestlich der Großstadt Oujda und nur gut 20 km westlich der Grenze zu Algerien in einer Höhe von ca. 150 bis 190 m. Das Klima ist für marokkanische Verhältnisse gemäßigt; Regen (ca. 300–500 mm/Jahr) fällt vornehmlich in den Wintermonaten.

## Bevölkerung
| Jahr      | 1994   | 2004   | 2014    | 2024   |
| Einwohner | 77.026 | 96.157 | 109.237 | 99.069 |

Die Stadt ist in der zweiten Hälfte des 20. Jahrhunderts infolge der Zuwanderung von Berberfamilien aus den Berg- und Wüstenregionen Marokkos enorm gewachsen. Man spricht normalerweise Marokkanisches Arabisch und Tarifit.

## Wirtschaft
Berkane ist das Zentrum einer großen und ertragreichen Anbauregion für Zitrusfrüchte (v. a. Orangen) sowie ein bedeutender Handelsplatz für die landwirtschaftlichen Produkte der Gegend.

## Geschichte
Die Gegend war wohl schon in vorrömischer Zeit besiedelt und wurde in der Zeit von 118 bis 104 v. Chr. vom Numiderkönig Jugurtha beherrscht. Unter der römischen Herrschaft (ab ca. 42 n. Chr.) gehörte sie zur Provinz Mauretania Caesariensis. Im 17. Jahrhundert siedelten sich hier Flüchtlinge aus Andalusien an. Berkane selbst wurde Anfang des 20. Jahrhunderts von den Franzosen auf den Ruinen eines verfallenen Ortes gegründet.

## Sehenswürdigkeiten
Die insgesamt modern wirkende Stadt hat keine historischen oder architektonischen Sehenswürdigkeiten.

## Söhne und Töchter der Stadt
- Mubarek Bekkai (1907–1961), Politiker, erster Premierminister Marokkos
- Abbas al-Fassi (* 1940), Politiker, ehemaliger Premierminister
- Hicham El Guerrouj (* 1974), Mittelstreckenläufer
- Bekkay Harrach (1977–2010), deutsch-marokkanischer Islamist und mutmaßliches al-Qaida-Mitglied
- Aziz Bouhaddouz (* 1987), deutsch-marokkanischer Fußballspieler